# كلورتون (باكينجهامشير)
كلورتون (بالإنجليزية: Calverton, Buckinghamshire)‏ هي قرية وأبرشية مدنية تقع في المملكة المتحدة في إنجلترا. يقدر عدد سكانها بـ 197 نسمة .